# Kenya i olympiska sommarspelen 2020
Kenya deltog med en trupp på 85 idrottare vid de olympiska sommarspelen 2020 i Tokyo som hölls mellan den 23 juli och 8 augusti 2021 efter att ha blivit framflyttad ett år på grund av coronaviruspandemin. Det var 15:e sommar-OS som Kenya deltog vid. Landets deltagare tog totalt 10 medaljer.

## Medaljer
| Medalj | Namn                  | Sport     | Gren                         | Datum     |
| ------ | --------------------- | --------- | ---------------------------- | --------- |
| Guld   | Emmanuel Korir        | Friidrott | Herrarnas 800 meter          | 4 augusti |
| Guld   | Faith Kipyegon        | Friidrott | Damernas 1 500 meter         | 6 augusti |
| Guld   | Peres Jepchirchir     | Friidrott | Damernas maraton             | 7 augusti |
| Guld   | Eliud Kipchoge        | Friidrott | Herrarnas maraton            | 8 augusti |
| Silver | Hellen Obiri          | Friidrott | Damernas 5 000 meter         | 2 augusti |
| Silver | Ferguson Rotich       | Friidrott | Herrarnas 800 meter          | 4 augusti |
| Silver | Brigid Kosgei         | Friidrott | Damernas maraton             | 7 augusti |
| Silver | Timothy Cheruiyot     | Friidrott | Herrarnas 1 500 meter        | 7 augusti |
| Brons  | Benjamin Kigen        | Friidrott | Herrarnas 3 000 meter hinder | 2 augusti |
| Brons  | Hyvin Kiyeng Jepkemoi | Friidrott | Damernas 3 000 meter hinder  | 4 augusti |

## Boxning
| Idrottare         | Gren                 | Sextondelsfinal         | Åttondelsfinal       | Kvartsfinal          | Semifinal            | Final                | Final            |
| Idrottare         | Gren                 | Motståndare Resultat    | Motståndare Resultat | Motståndare Resultat | Motståndare Resultat | Motståndare Resultat | Placering        |
| ----------------- | -------------------- | ----------------------- | -------------------- | -------------------- | -------------------- | -------------------- | ---------------- |
| Nick Okoth        | Herrarnas fjädervikt | Erdenebatyn (MGL) L 2–3 | Gick inte vidare     | Gick inte vidare     | Gick inte vidare     | Gick inte vidare     | Gick inte vidare |
| Elly Ajowi Ochola | Herrarnas tungvikt   | Bye                     | La Cruz (CUB) L 0–5  | Gick inte vidare     | Gick inte vidare     | Gick inte vidare     | Gick inte vidare |
| Christine Ongare  | Damernas flugvikt    | Magno (PHI) L 0–5       | Gick inte vidare     | Gick inte vidare     | Gick inte vidare     | Gick inte vidare     | Gick inte vidare |
| Elizabeth Akinyi  | Damernas weltervikt  | Bye                     | Panguana (MOZ) L RSC | Gick inte vidare     | Gick inte vidare     | Gick inte vidare     | Gick inte vidare |

## Friidrott
Förkortningar
- Notera– Placeringar avser endast det specifika heatet.
- Q = Tog sig vidare till nästa omgång
- q = Tog sig vidare till nästa omgång som den snabbaste förloraren eller, i teknikgrenarna, genom placering utan att nå kvalgränsen
- i.u. = Omgången fanns inte i grenen
- Bye = Idrottaren behövde inte tävla i omgången

Gång- och löpgrenar
Herrar
| Idrottare              | Gren          | Heat         | Heat      | Kvartsfinal | Kvartsfinal | Semifinal        | Semifinal        | Final            | Final            |
| Idrottare              | Gren          | Resultat     | Placering | Resultat    | Placering   | Resultat         | Placering        | Resultat         | Placering        |
| ---------------------- | ------------- | ------------ | --------- | ----------- | ----------- | ---------------- | ---------------- | ---------------- | ---------------- |
| Mark Odhiambo          | 100 m         | Bye          | Bye       | DNS         | DNS         | Gick inte vidare | Gick inte vidare | Gick inte vidare | Gick inte vidare |
| Ferdinand Omurwa       | 100 m         | Bye          | Bye       | 10,01 0NR0  | 3 Q         | 10,00 0NR0       | 3                | Gick inte vidare | Gick inte vidare |
| Emmanuel Korir         | 400 m         | DSQ          | DSQ       | i.u.        | i.u.        | Gick inte vidare | Gick inte vidare | Gick inte vidare | Gick inte vidare |
| Emmanuel Korir         | 800 m         | 1.45,33      | 1 Q       | i.u.        | i.u.        | 1.44,74          | 2 Q              | 1.45,06          | 1                |
| Ferguson Rotich        | 800 m         | 1.43,75      | 1 Q       | i.u.        | i.u.        | 1.44,04          | 1 Q              | 1.45,23          | 2                |
| Michael Saruni         | 800 m         | 1.45,21      | 2 Q       | i.u.        | i.u.        | 1.44,55 0SB0     | 8                | Gick inte vidare | Gick inte vidare |
| Timothy Cheruiyot      | 1 500 m       | 3.36,01      | 2 Q       | i.u.        | i.u.        | 3.33,95          | 3 Q              | 3.29,01          | 2                |
| Abel Kipsang           | 1 500 m       | 3.40,68      | 1 Q       | i.u.        | i.u.        | 3.31,65 0OR0     | 1 Q              | 3.29,56 0PB0     | 4                |
| Charles Simotwo        | 1 500 m       | 3.37,26      | 10 q      | i.u.        | i.u.        | 3.34,61          | 6                | Gick inte vidare | Gick inte vidare |
| Daniel Ebenyo          | 5 000 m       | 13.41,64     | 10        | i.u.        | i.u.        | i.u.             | i.u.             | Gick inte vidare | Gick inte vidare |
| Nicholas Kimeli        | 5 000 m       | 13.38,87     | 1 Q       | i.u.        | i.u.        | i.u.             | i.u.             | 12.59,17 0SB0    | 4                |
| Samwel Masai           | 5 000 m       | DNS          | DNS       | i.u.        | i.u.        | i.u.             | i.u.             | Gick inte vidare | Gick inte vidare |
| Rhonex Kipruto         | 10 000 m      | i.u.         | i.u.      | i.u.        | i.u.        | i.u.             | i.u.             | 27.52,78         | 9                |
| Rodgers Kwemoi         | 10 000 m      | i.u.         | i.u.      | i.u.        | i.u.        | i.u.             | i.u.             | 27.50,06         | 7                |
| Weldon Kipkurui Langat | 10 000 m      | i.u.         | i.u.      | i.u.        | i.u.        | i.u.             | i.u.             | 28.41,42         | 20               |
| Leonard Bett           | 3000 m hinder | 8.19,62      | 5         | i.u.        | i.u.        | i.u.             | i.u.             | Gick inte vidare | Gick inte vidare |
| Abraham Kibiwott       | 3000 m hinder | 8.12,25      | 1 Q       | i.u.        | i.u.        | i.u.             | i.u.             | 8.19,41          | 10               |
| Benjamin Kigen         | 3000 m hinder | 8.10,80 0SB0 | 3 Q       | i.u.        | i.u.        | i.u.             | i.u.             | 8.11,45          | 3                |
| Lawrence Cherono       | Maraton       | i.u.         | i.u.      | i.u.        | i.u.        | i.u.             | i.u.             | 2:10.02          | 4                |
| Eliud Kipchoge         | Maraton       | i.u.         | i.u.      | i.u.        | i.u.        | i.u.             | i.u.             | 2:08.38          | 1                |
| Amos Kipruto           | Maraton       | i.u.         | i.u.      | i.u.        | i.u.        | i.u.             | i.u.             | DNF              | DNF              |

Damer
| Idrottare              | Gren           | Heat          | Heat      | Semifinal        | Semifinal        | Final            | Final            |
| Idrottare              | Gren           | Resultat      | Placering | Resultat         | Placering        | Resultat         | Placering        |
| ---------------------- | -------------- | ------------- | --------- | ---------------- | ---------------- | ---------------- | ---------------- |
| Hellen Syombua         | 400 m          | 52,70         | 5         | Gick inte vidare | Gick inte vidare | Gick inte vidare | Gick inte vidare |
| Mary Moraa             | 800 m          | 2.01,66       | 3 Q       | 2.00,47          | 3                | Gick inte vidare | Gick inte vidare |
| Eunice Sum             | 800 m          | 2.03,00       | 6         | Gick inte vidare | Gick inte vidare | Gick inte vidare | Gick inte vidare |
| Emily Cherotich Tuei   | 800 m          | 2.08,08 0PB0  | 8         | Gick inte vidare | Gick inte vidare | Gick inte vidare | Gick inte vidare |
| Winnie Chebet          | 1 500 m        | 4.03,93       | 10 Q      | 4.11,62          | 13               | Gick inte vidare | Gick inte vidare |
| Edinah Jebitok         | 1 500 m        | 4.10,72       | 36        | Gick inte vidare | Gick inte vidare | Gick inte vidare | Gick inte vidare |
| Faith Kipyegon         | 1 500 m        | 4.01,40       | 1 Q       | 3.56,80          | 1 Q              | 3.53,11 0OR0     | 1                |
| Hellen Obiri           | 5 000 m        | 14.55,77      | 2 Q       | i.u.             | i.u.             | 14.38,36         | 2                |
| Lilian Kasait Rengeruk | 5 000 m        | 14.50,36 0SB0 | 5 Q       | i.u.             | i.u.             | 14.55,85         | 12               |
| Agnes Jebet Tirop      | 5 000 m        | 14.48,01 0SB0 | 2 Q       | i.u.             | i.u.             | 14.39,62 0SB0    | 4                |
| Sheila Chelangat       | 10 000 m       | i.u.          | i.u.      | i.u.             | i.u.             | 31.48,23         | 16               |
| Irene Chepet Cheptai   | 10 000 m       | i.u.          | i.u.      | i.u.             | i.u.             | 30.44,00 0PB0    | 6                |
| Hellen Obiri           | 10 000 m       | i.u.          | i.u.      | i.u.             | i.u.             | 30.24,27 0PB0    | 4                |
| Beatrice Chepkoech     | 3 000 m hinder | 9.19,82       | 3 Q       | i.u.             | i.u.             | 9.16,33          | 7                |
| Hyvin Kiyeng Jepkemoi  | 3 000 m hinder | 9.23,17       | 1 Q       | i.u.             | i.u.             | 9.05,39          | 3                |
| Purity Cherotich Kirui | 3 000 m hinder | 9.30,13       | 5         | i.u.             | i.u.             | Gick inte vidare | Gick inte vidare |
| Ruth Chepngetich       | Maraton        | i.u.          | i.u.      | i.u.             | i.u.             | DNF              | DNF              |
| Peres Jepchirchir      | Maraton        | i.u.          | i.u.      | i.u.             | i.u.             | 2.27,20 0SB0     | 1                |
| Brigid Kosgei          | Maraton        | i.u.          | i.u.      | i.u.             | i.u.             | 2.27,36 0SB0     | 2                |

Teknikgrenar
| Idrottare   | Gren                    | Kval       | Kval      | Final            | Final            |
| Idrottare   | Gren                    | Distans    | Placering | Distans          | Placering        |
| ----------- | ----------------------- | ---------- | --------- | ---------------- | ---------------- |
| Mathew Sawe | Herrarnas höjdhopp      | 2,17       | =30       | Gick inte vidare | Gick inte vidare |
| Julius Yego | Herrarnas spjutkastning | 77,34 0SB0 | 24        | Gick inte vidare | Gick inte vidare |

## Simning
| Idrottare      | Gren                       | Heat  | Heat      | Semifinal        | Semifinal        | Final            | Final            |
| Idrottare      | Gren                       | Tid   | Placering | Tid              | Placering        | Tid              | Placering        |
| -------------- | -------------------------- | ----- | --------- | ---------------- | ---------------- | ---------------- | ---------------- |
| Danilo Rosafio | Herrarnas 100 meter frisim | 52,54 | 56        | Gick inte vidare | Gick inte vidare | Gick inte vidare | Gick inte vidare |
| Emily Muteti   | Damernas 50 m frisim       | 26,31 | 43        | Gick inte vidare | Gick inte vidare | Gick inte vidare | Gick inte vidare |

## Sjumannarugby
Sammanfattning
| Lag                 | Gren                | Gruppspel            | Gruppspel            | Gruppspel               | Gruppspel | Kvartsfinal/Placeringsmatch | Semifinal/Placeringsmatch | Final / BM           | Final / BM |
| Lag                 | Gren                | Motståndare Resultat | Motståndare Resultat | Motståndare Resultat    | Placering | Motståndare Resultat        | Motståndare Resultat      | Motståndare Resultat | Placering  |
| ------------------- | ------------------- | -------------------- | -------------------- | ----------------------- | --------- | --------------------------- | ------------------------- | -------------------- | ---------- |
| Kenyas herrlandslag | Herrarnas turnering | USA · L 14–19        | Sydafrika · L 5–14   | Irland · L 7–12         | 4         | i.u.                        | Japan · W 21–7            | Irland · W 22–0      | 9          |
| Kenyas damlandslag  | Damernas turnering  | Nya Zeeland · L 7–29 | ROC L 12–35          | Storbritannien · L 0–31 | 4         | i.u.                        | Japan · W 21–17           | Kanada · L 10–24     | 10         |

### Herrarnas turnering
Spelartrupp
Kenyas trupp blev uttaget den 6 juli 2021.
Huvudtränare: Innocent Simiyu
| Nr | Pos | Spelare          | Födelsedatum (ålder)      | Matcher | Poäng |
| -- | --- | ---------------- | ------------------------- | ------- | ----- |
| 1  | BK  | Daniel Taabu     | 19 januari 1996 (25 år)   | 15      | 216   |
| 2  | FW  | Herman Humwa     | 8 november 1995 (25 år)   | 12      | 10    |
| 3  | FW  | Alvin Otieno     | 19 april 1994 (27 år)     | 10      | 55    |
| 4  | FW  | Vincent Onyala   | 10 december 1996 (24 år)  | 15      | 177   |
| 5  | BK  | Billy Odhiambo   | 26 juni 1994 (27 år)      | 48      | 440   |
| 6  | BK  | Jeff Oluoch      | 2 april 1995 (26 år)      | 22      | 160   |
| 7  | BK  | Eden Agero       | 17 september 1990 (30 år) | 32      | 273   |
| 8  | FW  | Andrew Amonde    | 25 december 1983 (37 år)  | 76      | 320   |
| 9  | BK  | Nelson Oyoo      | 26 juni 1994 (27 år)      | 36      | 230   |
| 11 | BK  | Collins Injera   | 18 oktober 1986 (34 år)   | 83      | 1 443 |
| 10 | BK  | Johnstone Olindi | 4 november 1999 (21 år)   | 13      | 132   |
| 12 | FW  | Willy Ambaka     | 14 maj 1990 (31 år)       | 51      | 615   |
| 13 | BK  | Jacob Ojee       | 7 mars 1991 (30 år)       | 12      | 65    |

Gruppspel
| Nr | Lag       | S | V | O | F | PF | PM | MS  | P |
| -- | --------- | - | - | - | - | -- | -- | --- | - |
| 1  | Sydafrika | 3 | 3 | 0 | 0 | 64 | 31 | +33 | 9 |
| 2  | USA       | 3 | 2 | 0 | 1 | 50 | 48 | +2  | 7 |
| 3  | Irland    | 3 | 1 | 0 | 2 | 43 | 59 | −16 | 5 |
| 4  | Kenya     | 3 | 0 | 0 | 3 | 26 | 45 | −19 | 3 |

|             | 26 juli 2021 | USA                                                                                | 19 – 14 | Kenya                                                    | Tokyo Stadium, Chofu             |                                  |
| 11:30 UTC+9 | 11:30 UTC+9  | Försök: Isles 2' m Iosefo 4' c Hughes 13' c Con: Hughes (1/2) 5' Tomasin (1/1) 14' | Rapport | Försök: Injera 6' c Oluoch 9' c Con: Agero (2/2) 7', 10' | Domare: Jordan Way, (Australien) | Domare: Jordan Way, (Australien) |
| 11:30 UTC+9 | 11:30 UTC+9  |                                                                                    |         |                                                          | Domare: Jordan Way, (Australien) | Domare: Jordan Way, (Australien) |
| 11:30 UTC+9 | 11:30 UTC+9  |                                                                                    |         |                                                          | Domare: Jordan Way, (Australien) | Domare: Jordan Way, (Australien) |

|             | 26 juli 2021 | Sydafrika                                                        | 14 – 5  | Kenya               | Tokyo Stadium, Chofu               |                                    |
| 19:00 UTC+9 | 19:00 UTC+9  | Försök: S. Davids 2' c Soyizwapi 3' c Con: du Preez (2/2) 2', 3' | Rapport | Försök: Injera 6' m | Domare: Damon Murphy, (Australien) | Domare: Damon Murphy, (Australien) |
| 19:00 UTC+9 | 19:00 UTC+9  |                                                                  |         |                     | Domare: Damon Murphy, (Australien) | Domare: Damon Murphy, (Australien) |
| 19:00 UTC+9 | 19:00 UTC+9  |                                                                  |         |                     | Domare: Damon Murphy, (Australien) | Domare: Damon Murphy, (Australien) |

|             | 27 juli 2021 | Kenya                                     | 7 – 12  | Irland                                                | Tokyo Stadium, Chofu             |                                  |
| 11:00 UTC+9 | 11:00 UTC+9  | Försök: Onyala 13' c Con: Taabu (1/1) 13' | Rapport | Försök: Lennox 1' m McNulty 2' c Con: Dardis (1/2) 2' | Domare: Jordan Way, (Australien) | Domare: Jordan Way, (Australien) |
| 11:00 UTC+9 | 11:00 UTC+9  |                                           |         |                                                       | Domare: Jordan Way, (Australien) | Domare: Jordan Way, (Australien) |
| 11:00 UTC+9 | 11:00 UTC+9  |                                           |         |                                                       | Domare: Jordan Way, (Australien) | Domare: Jordan Way, (Australien) |

Placeringsmatcher
Semifinal om plats 9–12
| 20          | 27 juli 2021 | Kenya                                                                      | 21 – 7  | Japan                                  | Tokyo Stadium, Chofu                  |                                       |
| 17:00 UTC+9 | 17:00 UTC+9  | Försök: Otieno 3' c Oluoch 5' c Amonde 12' c Con: Olindi (3/3) 4', 5', 12' | Rapport | Försök: Matsui 1' c Con: Kano (1/1) 2' | Domare: Damián Schneider, (Argentina) | Domare: Damián Schneider, (Argentina) |
| 17:00 UTC+9 | 17:00 UTC+9  |                                                                            |         |                                        | Domare: Damián Schneider, (Argentina) | Domare: Damián Schneider, (Argentina) |
| 17:00 UTC+9 | 17:00 UTC+9  |                                                                            |         |                                        | Domare: Damián Schneider, (Argentina) | Domare: Damián Schneider, (Argentina) |

Match om 9:e plats
| 26          | 28 juli 2021 | Irland | 0 – 22  | Kenya                                                                        | Tokyo Stadium, Chofu                  |                                       |
| 09:30 UTC+9 | 09:30 UTC+9  |        | Rapport | Försök: Olindi 5' c Ojee 10' m Ambaka 12' m Taabu 14' m Con: Olindi (1/1) 5' | Domare: Damián Schneider, (Argentina) | Domare: Damián Schneider, (Argentina) |
| 09:30 UTC+9 | 09:30 UTC+9  |        |         |                                                                              | Domare: Damián Schneider, (Argentina) | Domare: Damián Schneider, (Argentina) |
| 09:30 UTC+9 | 09:30 UTC+9  |        |         |                                                                              | Domare: Damián Schneider, (Argentina) | Domare: Damián Schneider, (Argentina) |

### Damernas turnering
Spelartrupp
Kenyas trupp på 13 idrottare blev uttaget den 5 juli 2021. Utöver det blev Enid Ouma uttagen som reserv på hemmaplan.
Huvudtränare: Felix Oloo

- Grace Adhiambo
- Vivian Okwach
- Camilla Atieno
- Judith Okumu
- Sinaida Omondi
- Diana Ochieng
- Sheila Chajira
- Christabel Lindo
- Janet Okelo
- Philadelphia Olando
- Sarah Ndunde
- Stellah Wafula
- Leah Wambui

Gruppspel
| Nr | Lag            | S | V | O | F | PF | PM | PS  | P |
| -- | -------------- | - | - | - | - | -- | -- | --- | - |
| 1  | Nya Zeeland    | 3 | 3 | 0 | 0 | 88 | 28 | +60 | 9 |
| 2  | Storbritannien | 3 | 2 | 0 | 1 | 66 | 38 | +28 | 7 |
| 3  | ROC            | 3 | 1 | 0 | 2 | 47 | 59 | −12 | 5 |
| 4  | Kenya          | 3 | 0 | 0 | 3 | 19 | 95 | −76 | 3 |

| 6           | 29 juli 2021 | Nya Zeeland                                                                                          | 29 – 7  | Kenya                                        | Tokyo Stadium, Chofu |  |
| 11:30 UTC+9 | 11:30 UTC+9  | Försök: Fluhler 1' m Blyde (2) 3' c, 9' c Woodman 5' m Broughton 11' m Con: Nathan-Wong (2/5) 3', 9' | Rapport | Försök: Lindo 7' +1 c Con: Okulu (1/1) 7' +1 |                      |  |
| 11:30 UTC+9 | 11:30 UTC+9  | |         |                                              |                      |  |
| 11:30 UTC+9 | 11:30 UTC+9  | |         |                                              |                      |  |

| 12          | 29 juli 2021 | ROC | 35 – 12 | Kenya | Tokyo Stadium, Chofu |  |
| 19:00 UTC+9 | 19:00 UTC+9  |     | Rapport |       |                      |  |
| 19:00 UTC+9 | 19:00 UTC+9  |     |         |       |                      |  |
| 19:00 UTC+9 | 19:00 UTC+9  |     |         |       |                      |  |

| 17          | 30 juli 2021 | Storbritannien | 31 – 0  | Kenya | Tokyo Stadium, Chofu |  |
| 11:00 UTC+9 | 11:00 UTC+9  |                | Rapport |       |                      |  |
| 11:00 UTC+9 | 11:00 UTC+9  |                |         |       |                      |  |
| 11:00 UTC+9 | 11:00 UTC+9  |                |         |       |                      |  |

Placeringsmatcher
Semifinaler om plats 9–12
| 20          | 30 juli 2021 | Kenya | 21 – 17 | Japan | Tokyo Stadium, Chofu |  |
| 16:30 UTC+9 | 16:30 UTC+9  |       | Rapport |       |                      |  |
| 16:30 UTC+9 | 16:30 UTC+9  |       |         |       |                      |  |
| 16:30 UTC+9 | 16:30 UTC+9  |       |         |       |                      |  |

Match om 9:e plats
| 26          | 31 juli 2021 | Kanada | 24 – 10 | Kenya | Tokyo Stadium, Chofu |  |
| 09:30 UTC+9 | 09:30 UTC+9  |        | Rapport |       |                      |  |
| 09:30 UTC+9 | 09:30 UTC+9  |        |         |       |                      |  |
| 09:30 UTC+9 | 09:30 UTC+9  |        |         |       |                      |  |

## Taekwondo
| Idrottare    | Gren                       | Åttondelsfinal       | Kvartsfinal          | Semifinal            | Återkval               | Final / BM           | Final / BM |
| Idrottare    | Gren                       | Motståndare Resultat | Motståndare Resultat | Motståndare Resultat | Motståndare Resultat   | Motståndare Resultat | Placering  |
| ------------ | -------------------------- | -------------------- | -------------------- | -------------------- | ---------------------- | -------------------- | ---------- |
| Faith Ogallo | Damernas tungvikt (+67 kg) | Mandić (SRB) L 0–13  | Gick inte vidare     | Gick inte vidare     | Kowalczuk (POL) L 7–15 | Gick inte vidare     | 7          |

## Volleyboll

### Beachvolleyboll
| Idrottare                             | Gren               | Inledande omgång                             | Inledande omgång                     | Inledande omgång                            | Inledande omgång | Återkval             | Åttondelsfinal       | Kvartsfinal          | Semifinal            | Final / BM           | Final / BM       |
| Idrottare                             | Gren               | Motståndare Resultat                         | Motståndare Resultat                 | Motståndare Resultat                        | Placering        | Motståndare Resultat | Motståndare Resultat | Motståndare Resultat | Motståndare Resultat | Motståndare Resultat | Placering        |
| ------------------------------------- | ------------------ | -------------------------------------------- | ------------------------------------ | ------------------------------------------- | ---------------- | -------------------- | -------------------- | -------------------- | -------------------- | -------------------- | ---------------- |
| Gaudencia Makokha Brackcides Khadambi | Damernas turnering | Ana Patrícia / Rebecca (BRA) L (15–21, 9–21) | Claes / Sponcil (USA) L (8–21, 6–21) | Kravčenoka / Graudiņa (LAT) L (6–21, 14–21) | 4                | Gick inte vidare     | Gick inte vidare     | Gick inte vidare     | Gick inte vidare     | Gick inte vidare     | Gick inte vidare |

### Inomhus
Sammanfattning
| Lag                | Gren               | Gruppspel            | Gruppspel            | Gruppspel            | Gruppspel                       | Gruppspel            | Gruppspel | Kvartsfinal          | Semifinal            | Final / BM           | Final / BM       |
| Lag                | Gren               | Motståndare Resultat | Motståndare Resultat | Motståndare Resultat | Motståndare Resultat            | Motståndare Resultat | Placering | Motståndare Resultat | Motståndare Resultat | Motståndare Resultat | Placering        |
| ------------------ | ------------------ | -------------------- | -------------------- | -------------------- | ------------------------------- | -------------------- | --------- | -------------------- | -------------------- | -------------------- | ---------------- |
| Kenyas damlandslag | Damernas turnering | Japan · L 0–3        | Sydkorea · L 0–3     | Serbien · L 0–3      | Dominikanska republiken · L 0–3 | Brasilien · L 0–3    | 6         | Gick inte vidare     | Gick inte vidare     | Gick inte vidare     | Gick inte vidare |

#### Damernas turnering
Spelartrupp
Truppen presenterades den 26 juni 2021.
Huvudtränare:  Luizomar de Moura
- 1 Jane Wacu (Passare)
- 4 Leonida Kasaya (Vänsterspiker)
- 5 Sharon Chepchumba (Högerspiker)
- 8 Joy Lusenaka (Passare)
- 10 Noel Murambi (Vänsterspiker)
- 12 Gladys Ekaru (Center)
- 13 Lorine Chebet (Center)
- 14 Mercy Moim (Vänsterspiker)
- 15 Pamela Jepkirui (Vänsterspiker)
- 16 Agripina Kundu (Libero)
- 18 Emmaculate Chemtai (Högerspiker)
- 19 Edith Mukuvilani (Center)

Gruppspel
| Pos | Lag                     | M | V | F | P  | SV | SF | SK    | BV  | BF  | BK    | Kvalificering |
| --- | ----------------------- | - | - | - | -- | -- | -- | ----- | --- | --- | ----- | ------------- |
| 1   | Brasilien               | 5 | 5 | 0 | 14 | 15 | 3  | 5,000 | 434 | 315 | 1,378 | Kvartsfinaler |
| 2   | Serbien                 | 5 | 4 | 1 | 12 | 13 | 3  | 4,333 | 381 | 313 | 1,217 | Kvartsfinaler |
| 3   | Sydkorea                | 5 | 3 | 2 | 7  | 9  | 10 | 0,900 | 374 | 415 | 0,901 | Kvartsfinaler |
| 4   | Dominikanska republiken | 5 | 2 | 3 | 8  | 10 | 10 | 1,000 | 411 | 406 | 1,012 | Kvartsfinaler |
| 5   | Japan (H)               | 5 | 1 | 4 | 4  | 6  | 12 | 0,500 | 378 | 395 | 0,957 |               |
| 6   | Kenya                   | 5 | 0 | 5 | 0  | 0  | 15 | 0,000 | 242 | 376 | 0,644 |               |

| 25 juli 2021 | Japan                 | 3–0 | Kenya | Ariake Arena, Tokyo |
| 25 juli 2021 | (25–15, 25–11, 25–23) |     |       | Ariake Arena, Tokyo |

| 27 juli 2021 | Sydkorea              | 3–0 | Kenya | Ariake Arena, Tokyo |
| 27 juli 2021 | (25–14, 25–22, 26–24) |     |       | Ariake Arena, Tokyo |

| 29 juli 2021 | Serbien               | 3–0 | Kenya | Ariake Arena, Tokyo |
| 29 juli 2021 | (25–21, 25–11, 25–20) |     |       | Ariake Arena, Tokyo |

| 31 juli 2021 | Dominikanska republiken | 3–0 | Kenya | Ariake Arena, Tokyo |
| 31 juli 2021 | (25–19, 25–18, 25–10)   |     |       | Ariake Arena, Tokyo |

| 2 augusti 2021 | Brasilien            | 3–0 | Kenya | Ariake Arena, Tokyo |
| 2 augusti 2021 | (25–10, 25–16, 25–8) |     |       | Ariake Arena, Tokyo |